# Hayyim ben Joseph Vital
Chaim ben Joseph Vital (em hebraico: רבי חיים בן יוסף ויטאל; Safed, 11 de outubro de 1542 – Damasco, 3 de maio de 1620) foi filho de Joseph Vital Calabrese (cujo nome indica sua origem na Calábria, sul da Itália, um escriba da Torá que era conhecido pelo tefilin que produzia).

## Vida e Morte
Chaim Vital estudou em várias yeshivot em Safed, especialmente a do rabbi Moisés Alshich, seu professor em assuntos exotéricos. Em 1564 ele começou a estudar a Cabalá, a princípio de acordo com o sistema de Moses Cordovero. Dizem que rabbi Yosef Karo prestou especial atenção aos talentos de Chaim ao pedir a Alshich, em 1557, que se esforçasse bastante com a educação de um aluno que estava destinado a suceder seu professor no mundo da aprendizagem. Ele também foi atraído por outros estudos esotéricos e passou dois anos (1563-1565) na prática da alquimia, que ele mais tarde se arrependeu.
No mesmo ano, Chaim se familiarizou com Lapidot Ashkenazi, um cabalista, que deveria influenciá-lo pelo resto de sua vida. Após uma visão convenceu-se o sonhador de que ele estava destinado a se tornar um cabalista. Depois de dedicar-se ao estudo da alquimia por dois anos e meio, ele teve outra visão do profeta Elias, que lhe disse que ele teria sucesso em seus estudos e até escreveria um comentário sobre o Zohar.
Depois de Isaac Luria ter chegado a Safed, Vital tornou-se seu principal discípulo, estudando com ele por quase dois anos, até a morte de Luria, no verão de 1572.
Em 1575, 12 dos discípulos de Luria assinaram um compromisso de estudar a teoria de Luria apenas a partir de Vital, e prometendo não induzi-lo a revelar mais do que ele desejava e manter os mistérios secretos de outros. Este grupo de estudo deixou de funcionar quando Vital se mudou para Jerusalém, onde serviu como rabino e chefe de uma yeshivá do final de 1577 até o final de 1585.
Em Jerusalém, ele escreveu a última versão de sua apresentação do sistema luriânico. E retornou a Safed no início de 1586, permanecendo lá até 1592. Ele esteve em Jerusalém mais uma vez em 1593 e talvez tenha ficado lá por vários anos, retornando a Safed de vez em quando. Por um tempo ele serviu como rabino da comunidade siciliana de lá. Depois de uma doença grave em 1604, sua visão foi prejudicada e às vezes ele ficava mesmo cego. Durante essa doença, Josué, seu mais próximo seguidor, que o acompanhara em quase todas as jornadas, conseguiu subornar o irmão mais novo de Ḥayyim, Moisés, com 500 moedas de ouro para emprestar-lhe os escritos dos cabalistas, que estavam trancados em uma caixa. Moisés consequentemente trouxe a Josué grande parte dos manuscritos, e 100 copistas foram imediatamente contratados, os quais, no curto espaço de três dias, reproduziram mais de 600 páginas, eles foram rapidamente disseminados sob o título "Etz Chaim".
Durante seus últimos anos, um grupo cabalístico se reuniu em torno dele. Vital casou-se pelo menos três vezes e seu filho mais novo, Samuel, herdou seus escritos. Enquanto esteve em Damasco, principalmente entre 1609 e 1612. Além de seu filho, seus outros discípulos em Damasco incluíam Japheth ha-Miẓri, Ḥayyim b. Abraão ha-Kohen de Alepo e Efraim Penzieri. Muitas lendas sobre Vital circularam durante sua vida e foram preservadas em Toledot ha-Ari e nas cartas de Shlomel Dreznitz, publicadas pela primeira vez em 1629 em Ta'alumot Ḥokhmah por Joseph Solomon Delmedigo . Nas gerações subsequentes, muitas outras lendas foram adicionadas.
Em 1620, Chaim ben Joseph Vital morreu enquanto se preparava para retornar a Safed. Ele tinha 77 anos.

## Recepção da Sabedoria (Kabbalah)

### A cabalá de Cordovero
Quando Luria chegou a Safed, Moses ben Jacob Cordovero já era a figura principal da comunidade cabalística por muitos anos. "Cordovero era o professor do que parece ter sido um círculo relativamente solto de discípulos. O mais importante Elias de Vidas, Abraão Galante, Moisés Galante, Chaim Vital, Abraão ben Eliezer ha-Levi Berukim, Elazar ben Moshe Azikri, Samuel Gallico e um importante cabalista que estudou com Cordovero por um curto período na década de 1560, Mordechai Dato."
Há evidências que sugerem que Isaac Luria também considerava Moses Cordovero seu professor. Joseph Sambari (1640-1703), um importante cronista egípcio, testemunhou que Cordovero era "o professor do Ari há muito pouco tempo". Luria provavelmente chegou no início de 1570, e Cordovero morreu em 27 de junho daquele ano (o dia 23 de Tamuz).

### A cabalá do ARI
Em 1570 ele se tornou aluno de Isaac Luria, e antes de ter estudado com ele um ano, Chaim já se tornara conhecido como um dos principais cabalistas, de modo que, em 1572, Luria morreu com a idade de trinta e oito anos, em uma epidemia que se alastrou em Safed, Chaim  tornou-se seu sucessor. Luria não deixou nada em manuscrito, e seu aluno começou a se comprometer a escrever o que aprendera com seu professor.
Em um estudo do misticismo luriânico, Lawrence Fine escreveu:
Vital nos dá os nomes de 38 pessoas que, segundo ele, compõem o discipulado de Luria ... Segundo ele, a irmandade foi dividida em quatro grupos ordenados hierarquicamente. O primeiro e mais importante, foi composto por 11 homens, listados nesta ordem: Chaim Vital, Jônatas Sagis, José Arzim, Isaac Kohen, Gedaliah ha-Levi, Samuel Uceda, Judah Mishan, Abraham Gavriel, Shabbatai Menashe, Joseph ibn Tabul, e Elijah Falko (ou Falkon). É amplamente aceito que, dentro de um ano, Hayyim Vital emergiu como o principal aluno, de modo que, quando o Arizal morreu em 1572, aos 38 anos, Vital o sucedeu. Como o Arizal não havia deixado quase nenhum de seus ensinamentos por escrito, Vital começou a escrever tudo o que aprendera com seu mestre.

## Exílio e retorno
Em 1576, ele começou a dar palestras cabalísticas, declarando-se o Messias ben Yosseff; e enquanto vagava pela Síria e pelo Egito. A relatos em Sha'ar Ha'Gilgulim (Pórtico das Transmigrações da Alma) e em Sêfer He'Chezionot (Livro das Visões) de outros rabinos que receberam em sonhos que Vital era uma encarnação messiÂnica. Em 1577, Chaim chegou ao Egito, mas evidentemente encontrou uma recepção fria, pois logo retornou à Palestina, onde se estabeleceu, primeiro na pequena cidade de Ain Zaitun. Ali permaneceu até que o governador, Abu Saifia, lhe pediu para retirar, por meio da Cabalá, o sifão do aqueduto que vinha do rio Giom, que havia sido fechado pelo Rei Ezequias. Este pedido foi tão embaraçoso para CHaim VItal que ele fugiu durante a noite para Damasco usando o dom de Qiftzat Ha'Derach (Encurtador do Caminho), um tipo de teletransporte qabalístico. Em Damasco ele começou sua primeira obra cabalística sobre o patriarca Abraão, dos quais extratos estão contidos no "Otzerot Chaim" (p. 54b).
Ele submeteu esta obra a Josué ben Nun, o rico chefe da Yeshivá em Safed. A maior parte do livro consiste em uma exposição da conjuração de nuvens e de um discurso sobre as sete estrelas fixas, os sete céus, e seus metais correspondentes. Ao completar seu livro, Vital retornou a Jerusalém, onde seu antigo professor, Moisés Alshich, o ordenou rabino "no ano de 1590""

## Etz Chaim
Como visto acima durante a doença de Chaim Vital, Josué, seu mais próximo seguidor, que o acompanhara em quase todas as jornadas, conseguiu subornar o irmão mais novo de Chaim, Moisés, com 500 moedas de ouro... Moisés consequentemente trouxe a Josué grande parte dos manuscritos, e 100 copistas foram imediatamente contratados... e os documentos... que haviam sidos copiados foram publicados... sob o título "Etz Chaim".
A primeira edição impressa foi em oito volumes, conhecida como Shemonah She'arim ("Oito Portões"), e esta versão ainda é usada por alguns cabalistas no mundo Sefardita. A recensão mais conhecida foi publicada mais tarde sob o título  Etz Chaim (Árvore da Vida), em que os tópicos foram organizados em uma ordem mais sistemática, e as partes em ritual (Peri Etz Chaim - O fruto da árvore da vida) foram mantidas separadas das partes em uma teologia subjacente. Além de uma homenagem à Luria, a obra contém a afirmação de que é um dos maiores prazeres de Deus testemunhar a promoção do ensino da Cabala, uma vez que somente isto pode assegurar a vinda do Messias judaico.
No entanto, Vital ainda mantinha em alta estima os ensinamentos de seu ex-professor, o cabalista Moses Cordovero. Ele sustentou que Cordovero freqüentemente aparecia para ele em sonhos.
Um dos mais proeminentes oponentes de Vital foi Menahem Lonzano, que o denunciou publicamente em sua obra Imrei Emet.

### Suas obras
CHaim foi o autor de numerosas obras, que são coletadas sob o título "Sefer 'Eẓ ha-Chaim" (Zolkiev, 1772; Korzec, 1785; Shklov, 1800; Dobrowne, 1804; Sudzilkov, 1818; Laszow, 1818). Eles são os seguintes:
- Sefer ha-Kavanot, em duas partes, sendo a primeira sobre bênçãos e rituais, e a segunda sobre o ritual dos sábados e festivais. Veneza, 1624; Hanau, 1624; Bragadini, nd Há cinco recensões deste trabalho: (1) por Moses Vital, neto de Chaim; conhecido especialmente no Egito e na Palestina; (2) por Zacuto, com glosses; (3) por Nathan Spira, com um comentário intitulado "Me'orot Natan"; (4) por Abraham Azulai de Marrocos, com glosas; (5) por M. Popper, sob o título "Peri Etz Chaim".

- Um piyyuṭ começando "Dodi yarad le-ganno"; impresso em "Sha'are Ẓiyyon". Amsterdam, 1671.
- Nof 'Eẓẓayyim, novellæ. Frankfort-on-the-Main, 1684; Zolkiev, 1772, 1775.
- Sefer ha-Gilgulim, sobre a transmigração das almas. Frankfort-on-the-Main, 1684; Zolkiev, 1772
- Sha'are Ḳedushshah, sobre as recompensas e punições do mundo futuro e sobre a santidade. Constantinopla, 1734; Sulzbach, 1758; Zolkiev, 1810.
- Liḳḳuṭe Torá nós-Ṭa'ame ha-Miẓwot, exposição cabalística da Bíblia de acordo com os ensinamentos de Luria, com "ḥiddushim". Zolkiev, 1775.
- Sha'ar ha-Yiḥudim nós-Tiḳḳun 'Awonot, nos Profetas, no Espírito Santo, e no arrependimento. Korzec, 1783.
- Sefer Oẓerot Ḥayyim, editado por seu pupilo o médico português Joseph Ẓemaḥ. Korzec, 1783. (Além da edição impressa, existem dois manuscritos, um com glosas de Moses Zacuto ["Codex Michael", no. 23], e o outro com glosas de Nathan Spiro [ib. Nos. 27, 28]).
- Liḳḳuṭe ha-Shas, interpretações cabalísticas do haggadot talmúdico de acordo com os ensinamentos de Luria, com "ḥiddushim" do autor. Leghorn, 1785.
- Arba 'Me'ot Sheḳel Kesef, tratado cabalístico sobre os 400 shekels que Abraão pagou pela caverna de Machpelah. Korzec, 1804

## Linhagem
- Joseph Vital: Escritor de pergaminhos de tefilin; nascido na Calábria; floresceu nos séculos XV e XVI. Por causa de sua exatidão, seu trabalho, que era caro, era muito estimado e era conhecido em todos os lugares como . Ele também foi o autor de responsa na arte de escrever tefilin, que são freqüentemente mencionados na responsabilidade de Menahem Azariah da Fano (§ 38 et passim ).
- Moisés Vital: Rabino em Safed; irmão mais novo de Chaim Vital; morreu em meados do século XVII. Como Chaim, ele era um grande cabalista e, além das lendas que o associavam ao irmão e ao profeta Elias, preserva uma tradição que afirma que ele predisse a fome que assolou Safed em 1632.
- Moisés Vital: Filho de Samuel ben Chaim Vital; rabino no Egito durante a última parte do século XVII e no início do século XVIII. Ele era um notável talmudista e cabalista, mas a única parte de suas obras que foi preservada é um responsum contido na coleção de Abraham ha-Levi intitulada "Ginnat Weradim".
- Samuel ben Chaim Vital: Cabalista; nascido em Damasco na segunda metade do século XVI; morreu no Egito em meados do século XVII. Ainda jovem, casou-se com uma filha de Isaiah Pinto, rabino de Damasco. A pobreza obrigou-o a emigrar para o Egito, onde, através da influência de homens proeminentes, ele foi colocado no comando da sociedade cabalística Tiḳḳune ha-Teshuvah. Depois de uma breve residência, foi a Safed, onde instruiu o médico Joseph Ẓemaḥ na Cabala. Mais tarde ele retornou ao Egito, onde morreu. Samuel Vital foi o autor de ambos os trabalhos cabalísticos e rabínicos. Entre os primeiros pode ser notado o "Shemonah She'arim", uma introdução à Cabala, mais tarde incorporada no "'Eẓẓyyim" (Zolkiev, 1772; Korzec, 1785). Entre seus escritos inéditos, pode-se mencionar o seu "Sefer Toẓe'ot Ḥayyim"